# Coney Island Baby
| Recensione                    | Giudizio |
| ----------------------------- | -------- |
| AllMusic                      | [ 1 ]    |
| Blender                       | [ 2 ]    |
| Chicago Tribune               | [ 3 ]    |
| Christgau's Record Guide      | B+       |
| Encyclopedia of Popular Music | [ 5 ]    |
| The Guardian                  | [ 6 ]    |
| Pitchfork                     | 8.5/10   |
| Q                             | [ 8 ]    |
| The Rolling Stone Album Guide | [ 9 ]    |
| Spin Alternative Record Guide | 7/10     |

Coney Island Baby è il quinto album solista di inediti di Lou Reed, pubblicato nel 1976 dalla RCA Records.

## Descrizione

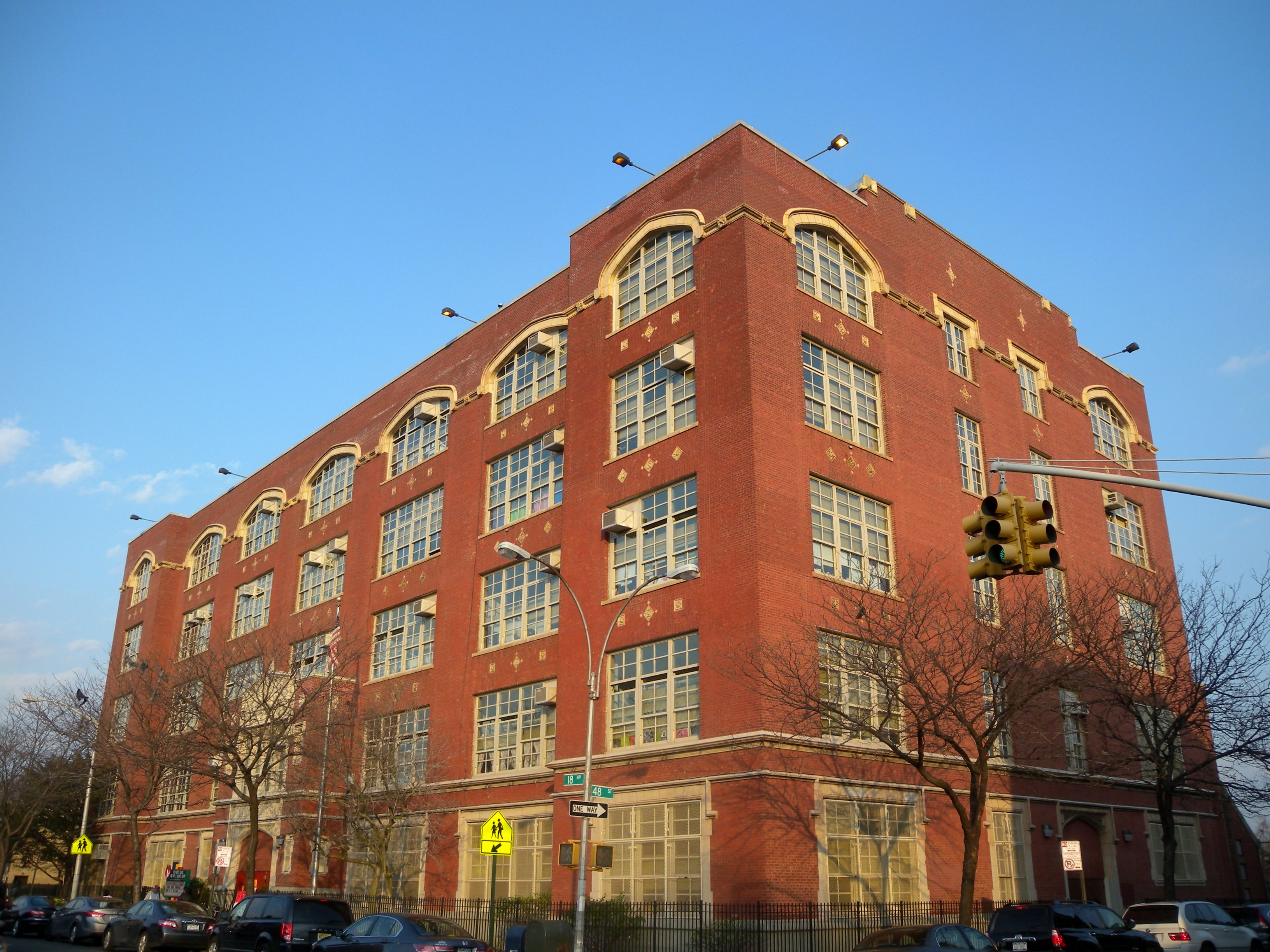
Alla fine della title track, Reed dedica la canzone a "tutti i ragazzi della P.S. 192", riferendosi alla P.S. 192 – Magnet School for Math & Science Inquiry di Brooklyn, New York, che anche lui aveva frequentato come alunno prima di trasferirsi a Long Island.

Oltre a celebrare la liberazione gay quasi come fosse il seguito di Transformer, la maggior parte dei testi parlano d'amore, e sono riferiti a Rachel, un travestito con il quale in questo periodo Lou ha un'intensa relazione, esasperata dall'uso sfrenato di Speed (o Metedrina) da parte di entrambi. L'album è stato descritto da Anthony DeCurtis come "forse il disco più romantico della carriera di Lou Reed". Secondo Aidan Levy, Coney Island Baby "è stato una lettera d'amore tanto per Rachel quanto per i nostalgici ricordi di Coney Island."
Un caso a parte è la canzone Kicks, un tiratissimo rock che racconta la storia di un serial killer tratteggiandone la figura con toni crudi e realistici: 
lo hai fatto proprio con una tale naturalezza

E quando il sangue ha cominciato a scorrergli giù dal collo, ah ...

ci credi che è stato molto meglio del sesso?»
(Lou Reed)
La title track del disco è una diretta continuazione della poesia The Coach and Glory of Love, scritta da Reed e pubblicata alla fine del 1971 su The Harvard Advocate.
L'album include la canzone She's My Best Friend, una versione della quale era stata originariamente incisa dai Velvet Underground nel 1969.

## Tracce
1. Crazy Feeling – 2:56
2. Charley's Girl – 2:36
3. She's My Best Friend – 6:00
4. Kicks – 6:06
5. A Gift – 3:47
6. Ooohhh Baby – 3:45
7. Nobody's Business – 3:41
8. Coney Island Baby – 6:36

### 30th Anniversary Deluxe Edition: Bonus Tracks
1. Nowhere at All - 3:17 registrata il 18 & 21 ottobre 1975 ai Mediasound Studios, NYC
2. Downtown Dirt - 4:18 registrata il 3 & 4 gennaio 1975 agli Electric Lady Studios, NYC
3. Leave Me Alone - 5:35 registrata il 19 & 20 ottobre 1975 ai Mediasound Studios, NYC
4. Crazy Feeling" - 2:39 registrata il 3 & 4 gennaio 1975 agli Electric Lady Studios, NYC
5. She's My Best Friend - 4:08 registrata il 4 gennaio 1975 agli Electric Lady Studios, NYC
6. Coney Island Baby - 5:41 registrata il 6 gennaio 1975 agli Electric Lady Studios, NYC

## Formazione
- Lou Reed - voce e chitarra
- Bob Kulick - chitarra
- Bruce Yaw - basso
- Michael Suchorsky - batteria

Altre partecipazioni
- Godfrey Diamond (cori, anche produttore insieme allo stesso Reed)
- Michael Wendroff (cori)

## Curiosità
- La canzone Charley's Girl compare nell'episodio 12 della terza stagione di C'era una volta.